# Pomiary Automatyka Robotyka PAR
Pomiary Automatyka Robotyka PAR – ogólnokrajowy miesięcznik naukowo-techniczny wydawany przez Przemysłowy Instytut Automatyki i Pomiarów PIAP.
Miesięcznik Pomiary Automatyka Robotyka PAR po raz pierwszy został wydany w marcu 1997 r. i zaprezentowany podczas Międzynarodowych Targów Automatyki i Pomiarów Automaticon. Pismo prezentuje najnowsze rozwiązania techniczne, dokonania naukowe i badawcze, a także relacje z imprez branży technicznej. Udostępnia inżynierom najświeższe informacje i wiedzę, przyczyniając się do wzrostu innowacyjności i konkurencyjności polskiej gospodarki.
PAR to ilustrowany miesięcznik skierowany do użytkowników i projektantów z przemysłu, jednostek badawczo-rozwojowych, uczelni i szkół technicznych, poświęcony:
- nowym urządzeniom automatyki i przyrządom pomiarowym, z przykładami ich stosowania
- projektowaniu układów sterowania i pomiarowych oraz narzędziom wspomagającym projektowanie
- profesjonalnym usługom w zakresie metrologii i automatyki
- automatyzacji i robotyzacji istniejących stanowisk i linii produkcyjnych
- problemom zapewnienia bezpieczeństwa wytwarzania i jakości produktu.

Zawiera streszczenia artykułów z czasopism zagranicznych, recenzje książek oraz kalendarium imprez technicznych itp. 
Redakcja zachęca producentów, dystrybutorów i usługodawców do korzystania z łamów PAR w celu rozszerzania kręgu odbiorców swoich produktów.